# Paectes declinata
Paectes declinata är en fjärilsart som beskrevs av Augustus Radcliffe Grote 1879. Paectes declinata ingår i släktet Paectes och familjen nattflyn. Inga underarter finns listade i Catalogue of Life.